# برگ دال
برگ دال (به هلندی: Berg en Dal) یک منطقهٔ مسکونی در هلند است که در شهرستان برخ ان‌دال واقع شده‌است. برگ دال ۱٬۹۴۹ نفر جمعیت دارد.